# Kathleen Case
Pour les articles homonymes, voir Case.
Kathleen Case, née Catherine Walker, également créditée sous les noms de Cathy Case, Kathy Case et Cassie Case (née le 31 juillet 1933 à Pittsburgh, en Pennsylvanie et morte le 22 juillet 1979  à North Hollywood, en Californie) est une actrice de cinéma et de télévision et une danseuse américaine.

## Biographie
Kathleen Case est née le 31 juillet 1933 à Pittsburgh, Pennsylvanie, et a grandi à Cincinnati. Sa mère est décédée trois jours après sa naissance, et elle a été élevée par sa grand-mère, Mme Ira Hamilton Case.
À l'âge de 11 ans, elle a fait ses débuts professionnels en dansant à Cincinnati lors de la saison estivale du Metropolitan Opera. Elle a ensuite dansé au Ballet Theater et a été danseuse à la San Carlo Opera Company.
Columbia Pictures a signé un contrat à durée déterminée avec Kathleen Case en 1954. Au cours de sa carrière d'actrice, elle a joué dans des films tels que Désirs humains (Human Desire, 1954) de Fritz Lang, Last of the Pony Riders (en) (1953) de George Archainbaud) et Le Gang des jeunes (Running Wild, 1955) d'Abner Biberman. Elle est également apparue dans diverses séries télévisées américaines produites dans les années 1950 et au début des années 1960.
Kathleen Case fut grièvement blessée dans un accident de bateau à moteur en février 1959 et resta hospitalisée pendant plus de deux mois.
Le 5 février 1937, elle conduisait à Hollywood, en Californie, lorsque sa voiture percuta de plein fouet un véhicule conduit par l'acteur Dirk Rambo, frère jumeau de l'acteur Dack Rambo. Un incendie se déclara. Dirk Rambo fut tué et son passager, Horace H. Hester, grièvement blessé. Un juge du tribunal municipal de Los Angeles abandonna les accusations de conduite en état d'ivresse et d'homicide involontaire portées contre elle deux mois plus tard.
Kathleen Case meurt à North Hollywood, en Californie, quelques jours avant son 46e anniversaire.

## Filmographie partielle

### Cinéma
- 1951 : Les Coulisses de Broadway (Two Tickets to Broadway) de James V. Kern : Femme improvisée (non créditée)
- 1952 : Junction City (en) de Ray Nazarro : Penny Clinton
- 1953 : Last of the Pony Riders (en) de George Archainbaud : Katie McEwen
- 1953 : Héros sans gloire (Flight Nurse) d' Allan Dwan : Florence (non créditée)
- 1953 : The Eddie Cantor Story (en) d'Alfred E. Green : Francey (non créditée)
- 1954 : Désirs humains (Human Desire) de Fritz Lang : Ellen Simmons
- 1955 : Grève d'amour  (The Second Greatest Sex) de George Marshall : Tilda Bean
- 1955 : Le Gang des jeunes (Running Wild) d'Abner Biberman : Léta Novak
- 1956 : Calling Homicide (en) d'Edward Bernds : Donna Graham